# Nationaal park Shirvan
Het Nationaal park Shirvan (Azerbeidzjaans: Şirvan Milli Parkı) is een nationaal park in Azerbeidzjan met een oppervlakte 54.374 hectare. Het is gesticht op 5 juli 2003, maar is een uitbreiding van het in 1969 opgerichte Shirvanreservaat. Het vormt met omliggende natuurreservaten een speciaal beschermd gebied met een totale oppervlakte van 65.589 ha, gelegen in het zuidoostelijke Kura-Araz laagland.  
Het Nationaal Park is opgericht met het oog op het behoud van delen van het semi-woestijnlandschap  en enkele kenmerkende diersoorten, waaronder in het bijzonder de bedreigde Rode lijst gazellesoort Gazella sulgutturosa. Het beheer is gericht op handhaving van de milieukwaliteit, natuur- en milieu-educatie en verbetering van de mogelijkheden voor toerisme en recreatie.

## Geografie
In het park bevinden zich uiteenlopende landschappen. Een groot deel van het park bestaat uit zoute halfwoestijn met heuvels en vlaktes waar een droog aride klimaat heerst. Rivieren en waterbronnen ontbreken in dat gebied, maar er zijn wel kanalen. Het park wordt in het oosten begrensd door de Kaspische Zee, terwijl in het noorden het meer 'Flamingo' ligt en diverse grote waterreservoirs.

## Fauna
Ondanks het droge klimaat is het park rijk aan dieren. Er is een groot aantal zoogdieren, reptielen en amfibieën. Daarnaast komen er 65 vogelsoorten voor aan de oevers van het meer en de zee en 12 vissoorten in het meer en de kanalen. Enkele dieren in het gebied zijn de gazelle, bever, wilde kat, haas, wolf, jakhals, grote trap, kleine trap, knobbelzwaan, flamingo, roodhalsgans, krakeend, grote zilverreiger, kleine zilverreiger en blauwe reiger.

## Cultuur
In het park is een historisch monument, de overblijfselen van een oude Bandovan stad.